# 灵明上师
释灵明（ ?? — 1983年6月16日）

，又称灵明法师，善明法师

，洛桑扎初桑杰

，女，中国佛教比丘尼，曾任四川金凤寺住持

。

## 康藏学法
灵明法师出身名门，天性奉佛。因宿根深厚，年纪轻轻便放下尘缘。在得戒后，赴西康参师求法，曾师从诺那上师、阿旺堪布等诸多大德法师

。
1945年，随楚禅法师驻锡甘孜德格等地喇嘛寺学密法，研习藏文
。
1949年农历五月下旬，贡噶呼图克图抵达雅安
，弟子们礼请贡噶上师驻锡讲法。至农历八月初三，贡噶上师离开雅安前往康定

，楚禅法师、灵明法师等随往。至此灵明法师修法、闭关，依止贡嘎上师于大雪山等处

。闭关结束后，贡嘎呼图克图为灵明法师印证，授金刚上师灌顶，赐名洛桑扎初桑杰。

## 汉地弘法
五十年代，历史原因灵明法师、楚禅法师曾受审查，于四川雅安劳改
。劳改运动结束后，灵明法师到汉地广弘密法。文化大革命时期，灵明师起先得到上海居士弟子的保护，随着风声越来越紧，弟子个个自身难保，后续弘法难以进行。在后来灵明师回到浙江时，遭到当地工作组审查
，
受到严重迫害。后因佛教大德开源老和尚注意到，便费尽心思带信到雅安，才拿到灵明师过去的审查资料，促使灵明上师获释。获得平反后，灵明师由弟子护送回四川，任四川金凤寺住持。

## 逝世
1983年6月16日在雅安示寂，舍利留存四川金凤寺。